# Larressore
Larressore település Franciaországban, Pyrénées-Atlantiques megyében. Lakosainak száma 2123 fő (2022. január 1.). Larressore Cambo-les-Bains, Espelette, Halsou, Itxassou, Jatxou és Ustaritz községekkel határos.

## Népesség
A település népességének változása:
| Lakosok száma | 1816 | 1925 | 2009 | 2053 | 2098 | 2140 | 2134 | 2129 | 2123 |
|               | 2013 | 2015 | 2016 | 2017 | 2018 | 2019 | 2020 | 2021 | 2022 |